# Maurice Cloche
Maurice Cloche, né le 17 juin 1907 à Commercy et mort le 20 mars 1990 à Bordeaux, est un réalisateur, scénariste, producteur et photographe français.

## Biographie
Il suit l'enseignement de l'École des beaux-arts de Paris, puis celui de l'École nationale supérieure des arts décoratifs, avant d'être brièvement typographe chez Deberny et Peignot puis de débuter au cinéma en tant qu'acteur en 1933. Il devient directeur artistique et passe à la mise en scène en tournant plusieurs courts-métrages.
Il crée une société de production et réalise en 1937 son premier long métrage. Après la Seconde Guerre mondiale, on le connaît surtout comme auteur de films consacrés à des grandes figures de la charité chrétienne, d'où sa réputation de cinéaste catholique officiel au sein de la profession. Il ne néglige pas pour autant les sujets sociaux, ni même la série B.
Maurice Cloche réalise en outre plusieurs documentaires sur l'art : Terre d'amour, Symphonie graphique, L'Alsace, La Franche-Comté, Images gothiques.
En 1940, dans la zone sud, il participe avec Paul Legros (directeur général) et Pierre Gérin (directeur adjoint), à la fondation du Centre artistique et technique des jeunes du cinéma dont il assure la direction artistique.
Son film Monsieur Vincent obtient un Oscar d'honneur attribué à un film étranger en 1949.

## Collections, expositions
- 2009, Hôtel de Sully, Galerie nationale du Jeu de Paume (exposition collective)[5]

## Filmographie

### Comme réalisateur

#### Cinéma
- 1935 : La mauvaise prière (court-métrage musical avec Damia)
- 1936 : Radio (documentaire)
- 1937 : Ces dames aux chapeaux verts
- 1938 : La vie est magnifique
- 1938 : Le Petit Chose
- 1939 : Nord-Atlantique
- 1940 : Sixième Étage
- 1941 : Départ à zéro
- 1942 : Feu sacré
- 1945 : Vingt-quatre Heures de perm'
- 1945 : L'Invité de la onzième heure
- 1946 : Jeux de femmes
- 1946 : Cœur de coq
- 1947 : Pas un mot à la reine mère
- 1947 : Monsieur Vincent
- 1949 : Docteur Laennec
- 1949 : La Cage aux filles
- 1950 : Peppino e Violetta
- 1950 : La Porteuse de pain (La portatrice di pane)
- 1950 : Né de père inconnu
- 1951 : The Small Miracle
- 1952 : Domenica
- 1952 : Rayés des vivants
- 1953 : Moineaux de Paris
- 1954 : Nuits andalouses (Noches andaluzas)
- 1955 : Un missionnaire
- 1957 : Ça aussi c'est Paris
- 1957 : Quand vient l'amour
- 1957 : Adorables Démons
- 1957 : Marchands de filles
- 1958 : Prisons de femmes
- 1959 : Filles de nuit
- 1959 : Le Fric
- 1959 : Bal de nuit
- 1960 : Touchez pas aux blondes
- 1961 : Cocagne
- 1963 : La Porteuse de pain
- 1964 : Requiem pour un caïd
- 1964 : Coplan, agent secret FX 18
- 1966 : Baraka sur X 13
- 1967 : Le vicomte règle ses comptes
- 1968 : Le tueur aime les bonbons
- 1973 : Mais toi, tu es Pierre

#### Télévision
- 1974 : Le Charivari de Janjoie
- 1978 : Les Hommes de Rose
- 1981 : La guerre des chaussettes
- 1983 : Dessin sur un trottoir

### Comme acteur
- 1933 : Le Grillon du foyer de Robert Boudrioz
- 1934 : Cessez le feu de Jacques de Baroncelli

### Comme producteur
- 1958 : Je ne suis plus une enfant (Non sono più guaglione) de Domenico Paolella